# Serviços Especializados em Engenharia de Segurança e em Medicina do Trabalho
No Brasil, os Serviços Especializados em Engenharia de Segurança e Medicina do Trabalho - SESMT são desempenhados por equipe de profissionais, contratados pelas empresas, com a finalidade de promover a saúde e proteger a integridade física dos trabalhadores.
O SESMT está estabelecido no artigo 162 da Consolidação das Leis do Trabalho e é regulamentado pela Norma Regulamentadora 04 da República Federativa do Brasil.
Dependendo da quantidade de empregados e da natureza das atividades, o serviço pode incluir os seguintes profissionais:
- Técnico em segurança do trabalho
- Engenheiro de segurança do trabalho
- Auxiliar de enfermagem do trabalho
- Enfermeiro do trabalho
- Médico do trabalho